# 舒平瓜亞
12°33′08″S 60°53′59″W / 12.55222°S 60.89972°W
舒平瓜亞（葡萄牙語：Chupinguaia），是巴西的城鎮，位於該國西北部，由朗多尼亞州負責管轄，始建於1996年12月27日，面積5,127平方公里，海拔高度360米，2010年人口8,304，人口密度每平方公里1.62人。